# August Grothues
August Grothues (* 23. Dezember 1895 in Liesborn; † 8. Mai 1990) war ein deutscher Politiker (CDU).

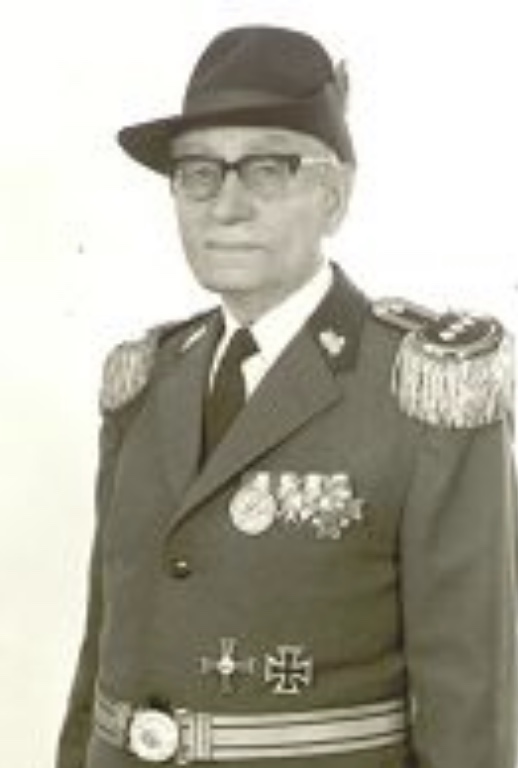
August Grothues in der Uniform des Schützenvereins Liesborn

## Leben und Beruf
Nach dem Besuch der Volksschule und des Gymnasiums studierte Grothues bis zum Physikum Medizin, um dann nach einer landwirtschaftlichen Lehre den elterlichen Hof zu übernehmen und zu bewirtschaften.
Er war verheiratet und hatte drei Kinder. Er war Mitglied der katholischen Studentenverbindungen KStV Ravensberg Münster, KStV Germania Münster und KStV Baltia Kiel.
Im Jahr 1950 gründete er den Schützenverein Liesborn wieder und war dessen erster Oberst und Vorsitzender.

## Abgeordneter
Vom 21. Juli 1958 bis zum 23. Juli 1966 war Grothues Mitglied des Landtags des Landes Nordrhein-Westfalen. Er wurde jeweils im Wahlkreis Beckum-Ost direkt gewählt.
Ab März 1958 bis 1969 gehörte er dem Kreistag des Kreises Beckum an.

## Öffentliche Ämter
Von März 1961 bis Juli 1962 war er Landrat des Kreises Beckum.

## Ehrungen
Am 21. August 1968 wurde ihm das Bundesverdienstkreuz I. Klasse verliehen. Von 1931 bis 1935 war er Ehrenbürgermeister des Amtes Liesborn-Wadersloh. Ab 1935 war der Ehrenbürger des Ortsteils Liesborn.